# Municipio Metropolitano de eThekwini
El Municipio Metropolitano de eThekwini es un municipio metropolitano creado en 2000 que incluye la ciudad de Durban y las localidades circundantes. eThekwini es uno de los 11 distritos de la provincia de KwaZulu-Natal, Sudáfrica.  De sus 3.442.361 habitantes, la mayoría habla el idioma zulú (según censo 2011). 

## Demografía
| Afrikáans Inglés | Xhosa Zulú |

Distribución geográfica de los idiomas en eThekwini
Afrikáans
Inglés
Xhosa
Zulú
Sin idioma dominante

Las siguientes estadísticas son a partir del censo de 2011.
| Idioma          | Población | %      |
| --------------- | --------- | ------ |
| Zulú            | 2 140 294 | 62.82% |
| Inglés          | 912 173   | 26.77% |
| Xhosa           | 133 136   | 3.91%  |
| Afrikáans       | 58 688    | 1.72%  |
| Otros           | 44 850    | 1.32%  |
| Ndebele del sur | 38 380    | 1.13%  |
| Sesotho         | 30 878    | 0.91%  |
| Setsuana        | 17 358    | 0.51%  |
| Lengua de señas | 16 486    | 0.48%  |
| Sepedi          | 6 671     | 0.20%  |
| Suazi           | 2 651     | 0.08%  |
| Tsonga          | 3 773     | 0.11%  |
| Venda           | 1 737     | 0.05%  |

### Género
| Género    | Población | %      |
| --------- | --------- | ------ |
| Femenino  | 1 759 955 | 51.13% |
| Masculino | 1 682 406 | 48.87% |

### Grupos étnicos
| Grupo étnico  | Población | %      |
| ------------- | --------- | ------ |
| Negro         | 2 540 441 | 73.80% |
| Indio/Asiátio | 573 334   | 16.66% |
| Blanco        | 228 406   | 6.64%  |
| Coloured      | 85 908    | 2.50%  |
| Otros         | 14 272    | 0.41%  |

### Edades
| Edad       | Población | %      |
| ---------- | --------- | ------ |
| 000 - 004  | 327 972   | 9.53%  |
| 005 - 009  | 262 210   | 7.62%  |
| 010 - 014  | 269 763   | 7.84%  |
| 015 - 019  | 318 540   | 9.25%  |
| 020 - 024  | 412 727   | 11.99% |
| 025 - 029  | 395 580   | 11.49% |
| 030 - 034  | 299 167   | 8.69%  |
| 035 - 039  | 247 382   | 7.19%  |
| 040 - 044  | 199 167   | 5.79%  |
| 045 - 049  | 174 931   | 5.08%  |
| 050 - 054  | 145 723   | 4.23%  |
| 055 - 059  | 119 971   | 3.49%  |
| 060 - 064  | 97 500    | 2.83%  |
| 065 - 069  | 63 493    | 1.84%  |
| 070 - 074  | 44 832    | 1.30%  |
| 075 - 079  | 27 567    | 0.80%  |
| 080 - 084  | 17 028    | 0.49%  |
| 085 - 089  | 7 783     | 0.23%  |
| 090 - 094  | 2 867     | 0.08%  |
| 095 - 099  | 851       | 0.02%  |
| más de 100 | 972       | 0.03%  |